# SHIFZ
SHIFZ ist die abgekürzte Selbstbezeichnung der österreichischen Künstlervereinigung Syntharturalistische Kunstvereinigung. Sie wurde 1996 gegründet und thematisiert hauptsächlich das Verhältnis von Mensch und Maschine. Als Stilmittel wird hierbei versucht, aktuelle wissenschaftliche Erkenntnisse künstlerisch umzusetzen, wobei besonderes Augenmerk auf die elektronischen Medien gelegt wird. Gründungsmitglieder waren Magnus Wurzer und Chris Veigl.
Öffentlich in Erscheinung tritt SHIFZ vor allem durch die jährliche Ausrichtung der Veranstaltung Roboexotica in Wien, die vor allem dem künstlerischen Austausch der beteiligten Personen dient. SHIFZ kooperiert dabei mit der Kunst- und Theoriegruppe monochrom.